# Pulau Sebang
Pulau Sebang (en malayo: Pulau Sebang) es una localidad de Malasia, en el estado de Malaca.
Se encuentra a 46 m sobre el nivel del mar. 

## Demografía
Según estimación 2010 contaba con 12530 habitantes.